# Schizostachyum dullooa
Schizostachyum dullooa är en gräsart som först beskrevs av James Sykes Gamble, och fick sitt nu gällande namn av Radha Binod Majumdar. Schizostachyum dullooa ingår i släktet Schizostachyum och familjen gräs. Inga underarter finns listade i Catalogue of Life.